# معارك القوى الغريبة في حياتنا اليومية
معارك القوى الغريبة في حياتنا اليومية (باليابانية: 異能バトルは日常系のなかで، بالروماجي: Inō-Batoru wa Nichijō-kei no Naka de) هي سلسلة رواية خفيفة من تأليف كوتا نوزومي ورسوم 029، نشرت في 15 يونيو عام 2012 حتى 13 يناير 2018، وكونت من 13 مجلدًا، اقتبست إلى أنمي تلفزيونية من قبل استوديو تريغر،  عرض في 6 أكتوبر عام 2014 حتى 22 ديسمبر 2014، وتكونت من 12 حلقة.

## القصة
تدور أحداث القصة عن خمسة أعضاء في نادي الأدب في مدرسة سينكو الثانوية، الذين استيقظوا في أحد الايام وهم يملكون قوى خارقة.

## الشخصيات

### أعضاء نادي الأدب
جوراي آندو (باليابانية: 安藤 寿来، بالروماجي: Andō Jurai)
مؤدي الصوت: نوبوهيكو أوكاموتو
تومويو كانزاكي (باليابانية: 神崎 灯代، بالروماجي: Kanzaki Tomoyo)
مؤدية الصوت: هاروكا يامازاكي
هاتوكو كوشيكاوا (باليابانية: 櫛川 鳩子، بالروماجي: Kushikawa Hatoko)
مؤدية الصوت: ساوري هايامي
سايومي تاكاناشي (باليابانية: 高梨 彩弓، بالروماجي: Takanashi Sayumi)
مؤدية الصوت: ريسا تاندا
تشيفويو هيميكي (باليابانية: 姫木 千冬، بالروماجي: Himeki Chifuyu)
مؤدية الصوت: نانامي ياماشيتا

### شخصيات أخرى
كودو ميري (باليابانية: 工藤 美玲، بالروماجي: Kudō Mirei)
مؤدية الصوت: كاوري فوكوهارا
هاجيمي كيريو (باليابانية: 桐生 一، بالروماجي: Kiryū Hajime)
مؤدي الصوت: تاكوما تيراشيما
هيتامي سايتو (باليابانية: 斉藤 一十三، بالروماجي: Saitō Hitomi)
مؤدية الصوت: أيومي فوجيمورا

## وصلات خارجية
- الموقع الرسمي (باليابانية)
- موقع الأنمي الرسمي (باليابانية)

معارك القوى الغريبة في حياتنا اليومية على موقع ANN manga (الإنجليزية)